# 引き明けの森
引き明けの森（ひきあけのもり）は、広島県山県郡安芸太田町天上山にある、原生林の茂る森。日本の秘境100選のひとつ。

## 概要
引き明けの森は、広島県下でも有数の原生林で、全体の面積は8ha、樹齢100年から400年の杉・檜・樅・栃・栂が混生している貴重な森である。1989年（平成元年）にはJTBによって「日本の秘境100選」に選出された。